# بياتريكس من سيليزيا
بياتريس من سيليزيا (1290 - 24 أغسطس 1322)؛ كانت دوقة بافاريا وملكة ألمانيا القرينة باعتبارها الزوجة الأولى لـ لودفيغ الرابع.

## الأسرة
هي الابنة الثانية لـ بولكو الأول الحازم وزوجته بياتريس ابنة أوتو الخامس مارغريف براندنبورغ-زالتسفيدل.
كانت بياتريس هي الثالثة من بين عشرة أطفال ولدوا لوالديها، بعد سبع سنوات من وفاة والدها وولادة أختها آنا ووفاتها، تزوجت والدتها بياتريس مرة أخرى من فلاديسواف من بيطوم، من هذا لها العديد من الأشقاء.

## السيرة الذاتية
بعد وفاة والدها المبكرة عام 1301 ، وُضعت بياتريس وإخوتها الأشقاء تحت وصاية خالهم هيرمان مارغريف براندنبورغ-زالتسفيدل حتى عام 1305 عندما تولى شقيقها برنارد إدارة مناطقه والوصاية على إخوته الصغار بما في ذلك بياتريكس.
أراد شقيقها برنارد تأمين تحالف مع بافاريا وبذلك قام بترتيب زواجها من لودفيغ الرابع دوق بافاريا العليا، أقيم حفل الزفاف بحلول 14 أكتوبر 1308، أثناء زواجها أنجبت بياتريس ستة أطفال ولكن ثلاثة منهم فقط نجوا حتى سن الرشد.
تم انتخاب زوجها كـ ملك لألمانيا في 20 أكتوبر 1314، ومع ذلك انتخب فصيل آخر فريدرخ الأول ملك النمسا في 19 أكتوبر، سيواصل الملوك المتنافسان نزاعهما لبقية حياتها، وكانت عليها مناصفة اللقب مع إيزابيلا من أراغون زوجة فريدرخ .
توفيت بياتريس في ميونيخ في 1322 قبل فترة طويلة من تتويج زوجها كـ إمبراطور الروماني المقدس في عام 1328، وبعد عامين من وفاتها تزوج زوجها من مارغريت من هولندا التي أصبحت حاكمة للعديد من المناطق في الأراضي المنخفضة.

## الذرية
كان للودفيغ وبياتريكس ستة أطفال، ثلاثة منهم عاشوا حتى سن الرشد:-
1. ماتيلد (قبل. 21 يونيو 1313 - 2 يوليو 1346)؛ تزوجت من فريدرخ الثاني مارغريف مايسن، لهم ذرية.
2. ابنة (نهاية سبتمبر 1314 - توفيت بعد فترة وجيزة).
3. لودفيغ الخامس البراندنبورغي (يوليو 1316 - 18/17 سبتمبر 1361)؛ دوق بافاريا العليا ومارغريف براندنبورغ وكونت تيرول، تزوج مرتين ولة ذرية.
4. آنا (حوالي. يوليو 1317  - 29 يناير 1319)
5. أغنيس (حوالي. 1318 - توفيت بعد فترة وجيزة).
6. ستيفن الثاني (خريف 1319 - 19 مايو 1375)؛ دوق بافاريا السفلى.